# Saut de la Cuvotte
Le Saut de la Cuvotte est une chute d'eau du massif des Vosges située sur la commune de Lepuix dans le territoire de Belfort.